# David David-Weill
Pour les autres membres de la famille, voir Famille David-Weill.
David David-Weill est un banquier et un financier important du XXe siècle, né le 30 août 1871 à San Francisco et mort le 7 juillet 1952 à Neuilly-sur-Seine. Il a notamment dirigé la Banque Lazard, et fut un grand collectionneur d'art et un mécène.

## Biographie
Fils d'Alexandre Weill (1834-1906), banquier et cofondateur de la maison de banque Lazard Frères et Cie, et de Julie Cahn, il est, par son mariage avec Flora Raphaël, fille du banquier Edward Raphaël et de Laetitia Sourdis, le père de Pierre David-Weill et de Jean David-Weill, le beau-père du général Maurice Durosoy, ainsi que le grand-père de la comédienne France Lambiotte et de Martine Boileau. Son épouse est notamment la nièce d'Émile Paraf et de Gustave Simon, ainsi que la tante de Jacques Raphaël-Leygues.

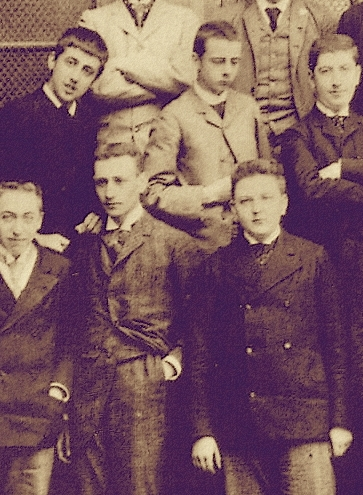
David David-Weill au lycée Condorcet en 1888 (premier plan à droite) en compagnie de Marcel Proust (en haut à gauche).

Après avoir fréquenté le Lycée Condorcet où il fut condisciple de Marcel Proust en classe de philosophie en 1888, il suit des études de droit et est diplômé de l'École libre des sciences politiques. Il rejoint ensuite ses cousins Lazard et Cahn dans la Banque Lazard.
Associé-gérant et chef de la maison de Banque Lazard, il devient régent de la Banque de France en 1935.
Entre 1932 et 1940, il dirige les  Musées nationaux. Il a été élu en 1934 à l'Académie des beaux-arts. David David-Weill a beaucoup donné à des œuvres philanthropiques et donné libre cours à sa passion pour l’art. Dès l’âge de dix huit ans, il collectionne des œuvres dans tous les domaines : peinture, dessin, miniature, sculpture, mobilier, orfèvrerie… Il a richement doté de nombreux musées comme le Musée Guimet, le Louvre, Carnavalet ou l’Union centrale des arts décoratifs dont il a été vice-président à partir de 1923 ; des universités comme celles de New York, Hambourg, Leyde, Honolulu, Stockholm ;  des bibliothèques comme celle du Musée de l'Homme ou la Bibliothèque nationale (il est vice-président de la Société des amis de la Bibliothèque nationale). Il a été membre de la Société des amis de la Bibliothèque d'art et d'archéologie Jacques Doucet - actuelle bibliothèque de l'Institut national d'histoire de l'art -, bibliothèque à laquelle il a donné notamment le manuscrit du Journal d'Eugène Delacroix, qui est un des fleurons de ses collections.
Il a activement œuvré au développement de la Cité internationale universitaire de Paris et en hommage l'avenue David-Weill la longeant a pris son nom en 1960.
Une partie de ses collections furent vendues au cours de plusieurs sessions de ventes aux enchères au début des années 1970.